# Сириако Ерасти
Сириако Ерасти (на испански: Ciriaco Errasti) е испански футболист, защитник.

## Кариера
Започва кариерата си в местния Ейбареса, а през 1925 г. преминава в Алавес. Той е част от отбора, който печели промоция от Сегунда дивисион през сезон 1929/30, като по този начин достига до Ла лига за първи път.
През лятото на 1931 г. подписва с Реал Мадрид и продължава редовно да играе, като печели две национални първенства.
След началото на испанската гражданска война, Ерасти се завръща в родния си град и се присъединява към Алавес, но се оттегля от футбола малко след това.

### Национален отбор
Дебютът му е на 1 януари 1930 г. в приятелска среща срещу Чехословакия в Барселона, завършила 1:0.
Избран е за отбора, който участва на Световното първенство по футбол през 1934 г. в Италия.